# Tau Ceti f
Tau Ceti f es un exoplaneta que orbita la estrella Tau Ceti, a una distancia de 11,9 años luz. Es el quinto planeta del sistema, por distancia a su estrella. Se encuentra en la constelación de Cetus del hemisferio sur.

Como los otros cuatro planetas de Tau Ceti, fue detectado por análisis estadísticos de los datos de las variaciones de su estrella en su velocidad radial, que fueron obtenidas utilizando HIRES, AAPS, y HARPS.

## Características físicas
El planeta orbita dentro de la zona habitable de Tau Ceti, a una distancia de 1,35 UA, cercana a la distancia entre Marte y el Sol, con un periodo orbital de 642 días.
Podría ser una supertierra, con una masa mínima de 6,6 la masa de la tierra, y un radio 2,3 veces el de la Tierra.

### Habitabilidad
Junto con Tau Ceti e, son los exoplanetas más cercanos a la tierra que se encuentran en la zona habitable de su estrella, de tener una atmósfera como la Tierra su temperatura media sería de -40 °C (233 K), demasiado frío para albergar vida, pero como el planeta es más de dos veces el tamaño de la Tierra, podría tener una atmósfera más densa, con un mayor efecto invernadero, teniendo una temperatura de entre 0 y 50 °C, pero como contrapartida, podría llegar a tener más del doble de la gravedad que hay en la Tierra. Tras la nueva reconsideración de lo que es la zona habitable en 2013, se ha pasado de considerar que Tau Ceti f guarda una similitud con la tierra del 71 % al 49 % (Marte es un 64 %). De esta forma, a Tau Ceti f, ya no se le considera que pueda albergar vida, estando fuera de la zona de habitabilidad de su estrella Tau Ceti.